# ليبرتاد
ليبرتاد أو بلدية ليبرتاد (بالتاغالوغية: Bayan ng Libertad)‏، هي بلدة تقع في مقاطعة آنتيك، الفلبين، يبلغ عدد سكانها 17507 نسمة حسب احصاء عام 2020، مما يجعلها البلدية 17 من حيث عدد السكان في مقاطعة آنتيك.

## المناخ
| البيانات المناخية لـبلدية ليبرتاد | البيانات المناخية لـبلدية ليبرتاد | البيانات المناخية لـبلدية ليبرتاد | البيانات المناخية لـبلدية ليبرتاد | البيانات المناخية لـبلدية ليبرتاد | البيانات المناخية لـبلدية ليبرتاد | البيانات المناخية لـبلدية ليبرتاد | البيانات المناخية لـبلدية ليبرتاد | البيانات المناخية لـبلدية ليبرتاد | البيانات المناخية لـبلدية ليبرتاد | البيانات المناخية لـبلدية ليبرتاد | البيانات المناخية لـبلدية ليبرتاد | البيانات المناخية لـبلدية ليبرتاد | البيانات المناخية لـبلدية ليبرتاد |
| الشهر                             | يناير                             | فبراير                            | مارس                              | أبريل                             | مايو                              | يونيو                             | يوليو                             | أغسطس                             | سبتمبر                            | أكتوبر                            | نوفمبر                            | ديسمبر                            | المعدل السنوي                     |
| --------------------------------- | --------------------------------- | --------------------------------- | --------------------------------- | --------------------------------- | --------------------------------- | --------------------------------- | --------------------------------- | --------------------------------- | --------------------------------- | --------------------------------- | --------------------------------- | --------------------------------- | --------------------------------- |
| متوسط درجة الحرارة الكبرى °م (°ف) | 28 (82)                           | 29 (84)                           | 30 (86)                           | 32 (90)                           | 32 (90)                           | 31 (88)                           | 30 (86)                           | 30 (86)                           | 29 (84)                           | 29 (84)                           | 29 (84)                           | 28 (82)                           | 30 (86)                           |
| متوسط درجة الحرارة الصغرى °م (°ف) | 23 (73)                           | 22 (72)                           | 23 (73)                           | 24 (75)                           | 25 (77)                           | 25 (77)                           | 25 (77)                           | 24 (75)                           | 24 (75)                           | 24 (75)                           | 24 (75)                           | 23 (73)                           | 24 (75)                           |
| الهطول مم (إنش)                   | 47 (1.9)                          | 33 (1.3)                          | 39 (1.5)                          | 48 (1.9)                          | 98 (3.9)                          | 150 (5.9)                         | 169 (6.7)                         | 147 (5.8)                         | 163 (6.4)                         | 172 (6.8)                         | 118 (4.6)                         | 80 (3.1)                          | 1٬264 (49.8)                      |
| متوسط الأيام الممطرة              | 11.4                              | 8.2                               | 9.3                               | 9.7                               | 19.1                              | 25.6                              | 27.4                              | 25.5                              | 25.5                              | 25.2                              | 18.5                              | 14.5                              | 219.9                             |
| المصدر: Meteoblue                 |                                   |                                   |                                   |                                   |                                   |                                   |                                   |                                   |                                   |                                   |                                   |                                   |                                   |